# Eustroma chalcoptera
Eustroma chalcoptera là một loài bướm đêm trong họ Geometridae.